# تو تنها نیستی (کتاب)
تو تنها نیستی: مایکل: از دید یک برادر (انگلیسی: You Are Not Alone: Michael: Through a Brother's Eyes) یک کتاب بیوگرافی در سال ۲۰۱۲ است که توسط هنرمند آمریکایی جرمین جکسون در مورد برادر کوچکترش مایکل نوشته شده است. این کتاب برای اولین‌بار توسط تاچ استون در ۱۳ سپتامبر ۲۰۱۱ منتشر شد. نام آن برگرفته از آهنگ موفق مایکل در سال ۱۹۹۵ است.